# Ethel Sands
Ethel Sands (Newport, 6 de julio de 1873 – Londres, 19 de marzo de 1962) fue una artista estadounidense que vivió en Inglaterra desde su infancia. Estudió arte en París durante varios años siendo su profesor Eugène Carrière, y allí conoció a Anna Hope Hudson (Nan), con la que compartió toda su vida. Sus trabajos estuvieron influidos por el pintor francés Édouard Vuillard y por el artista británico Walter Sickert, siendo su tema predominante bodegones y escenas de interior, muchos de los cuales son del castillo de Auppegard, que compartía con Hudson en Francia. Sands fue miembro del Fitzroy Street Group y del London Group. Sus trabajos están en colecciones de museos, como la National Portrait Gallery en Londres, y en colecciones públicas. Durante las guerras mundiales, trabajó como enfermera e, incluso, en la Primera Guerra Mundial fundó un hospital en Francia. En 1916 se hizo ciudadana británica.
Gracias a la herencia familiar, coleccionó arte y fue una mecenas, pero es más conocida como anfitriona de la élite cultural tanto en sus casas de Inglaterra como en la casa de Hudson en Francia. Sus amigos fueron, entre otros, Henry James, Virginia Woolf, Roger Fry y Augustus John.

## Biografía

### Primeros años

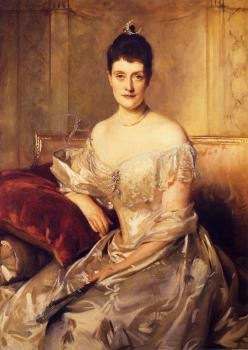
John Singer Sargent, Señora Mahlon Sands (Mary Hartpence), 1893–1894

Ethel Sands nació el 6 de julio de 1873 en Newport, Rhode Island, siendo la primogénita de Mary Morton Hartpence y Mahlon Sands, casados en 1872. Mahlon Sands fue secretario de la American Free Trade League, que en 1870 abogó por la reforma del servicio civil y el libre comercio. Fue socio de la empresa importadora farmacéutica de su padre, A.B. Arenas y Compañía. Sands tuvo dos hermanos más jóvenes, Mahlong Alan y Morton Harcourt Arenas, que eran respectivamente cinco y once años más jóvenes.
En 1874 la familia dejó los Estados Unidos para ir Inglaterra, siendo su propósito solo visitar el país. Aun así, se instalaron en Inglaterra y viajaron a diferentes países europeos. Regresaron a los Estados Unidos anualmente y permanecieron allí desde 1877 a 1879. Mantuvieron su casa en Newport, Rhode Island durante todo este tiempo.
Sus amistades en Londres, incluían a escritores y estadistas como John Morley, políticos como William Ewart Gladstone, Henry James, artistas como John Singer Sargent, la familia Rothschild, y Henry Graham White. Formaban parte del círculo de Eduardo VII, entonces Príncipe de Gales, John Singer Sargent pintó el retrato de su madre, considerada una gran belleza.. Mary Sands era "muy admirada" por el escritor Henry James, que le llamó "señora gentil" y basó su personaje heroico "Madame de Mauves" en ella.
Ethel Sands creció en un hogar de clase alta en el que sus padres estaban "afortunadamente casados". Aunque su padre estaba considerado un hombre guapo y su madre una mujer hermosa, Anthony Powell afirma que algunas personas escribieron en sus diarios y cartas que ella era sencilla. En años posteriores, Powell le conoció y dijo que "su elegancia, su encanto, su capacidad de divertirse de una manera agradable, era tan grande que yo bien podía creer que era hermosa en su juventud".
Su padre mientras montaba a caballo por Hyde Parque, fue tirado por el caballo y murió en 1888. Su viuda, Mary Sands, cuidó a Ethel y sus hermanos hasta su muerte el 28 de julio de 1896.

### Guerras mundiales
Sands trabajó como enfermera atendiendo a soldados heridos en Francia durante la Primera Guerra Mundial, habiendo fundado junto a Hudson un hospital para soldados cercano a Dieppe. Fueron obligadas a cerrarlo y continuaron su esfuerzos en Francia e Inglaterra. Sands marchó a Gran Bretaña y trabajó como capataz en una fábrica de uniformes. En 1916 adquirió la ciudadanía británica. Durante la Segunda Guerra Mundial, Sands trabajó como enfermera. La casa de Chelsea fue destruida durante el Blitz por una bomba y la casa de Francia fue destrozada y su interior robado o destruido. Esto provocó la pérdida de la mayoría de los trabajos de Sands y Hudson.

### Vida personal
Sands y Hudson dividieron su tiempo entre Inglaterra y Francia ya que Hudson disfrutaba viviendo una vida relativamente tranquila en Francia y Sands prefería la vida social de Londres y Oxford. Cuando la salud de Hudson empezó a fallar, Sands le cuidó hasta su muerte en 1957. Ella murió el 19 de marzo de 1962.
Su amiga Virginia Woolf escribió un retrato sobre ella llamado "The Lady in the Looking Glass", subtitulado "A Reflection", al verla entrar "desde el jardín sin leer sus cartas". El espejo simbolizaba la forma en que el arte se utiliza para tomar una instantánea en el tiempo.
Wendy Barón, un autor e historiador de arte, escribió una biografía sobre Sands, basándose en parte en las cartas que Sands intercambió con Hudson y otros. Los archivos de la Tate custodian su correspondencia.
Fue nombrada Dame Ethel Sands en 1920.

## Trayectoria artística

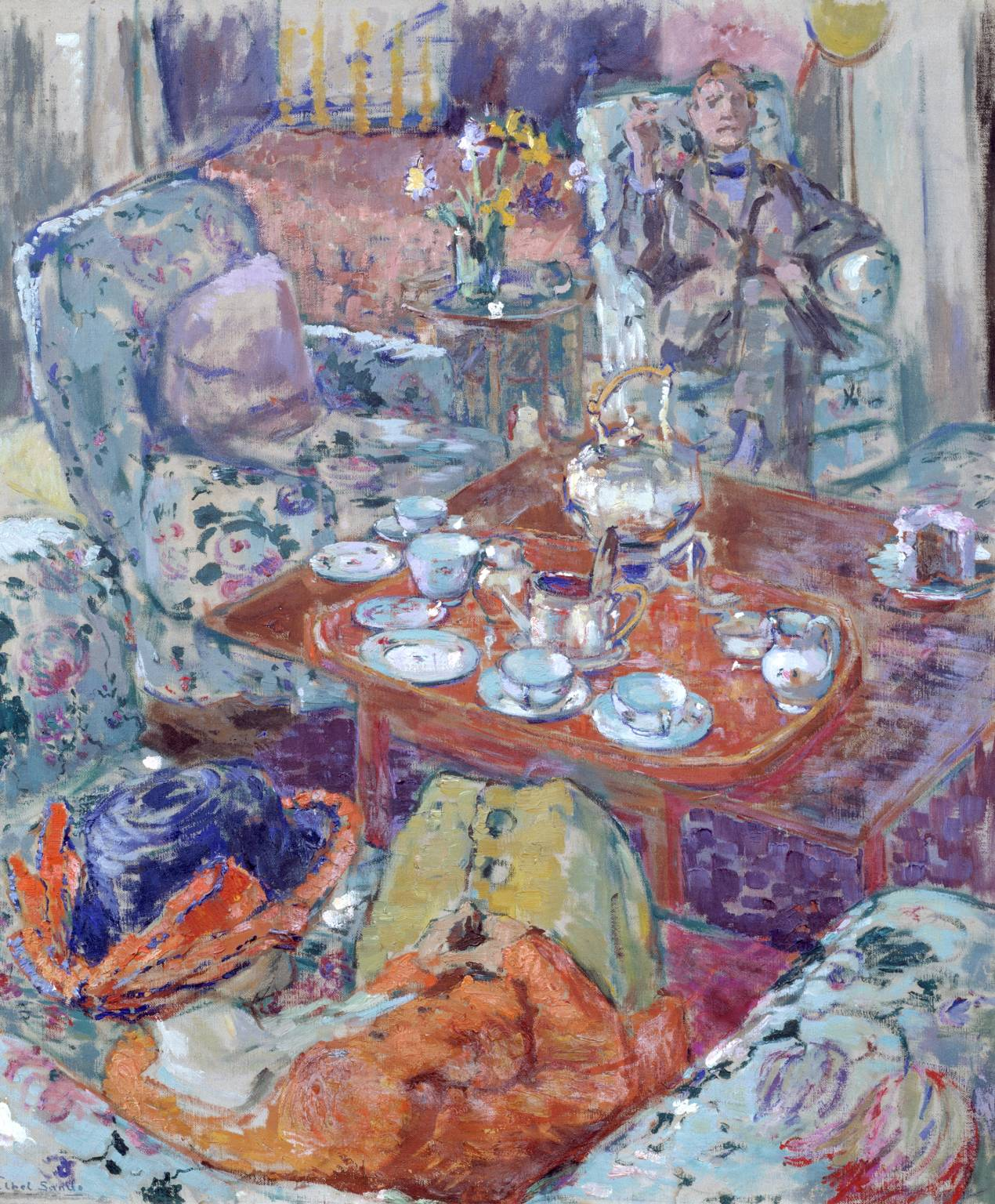
Ethel Sands, Té con Sickert, 1911–1912, Tate

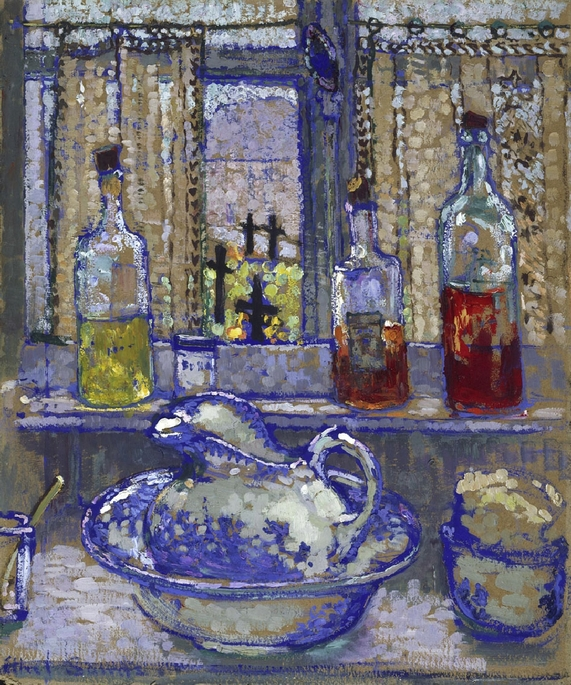
Ethel Sands, Bodegón con una vista sobre un cementerio, 1923

### Educación
Animada por John Singer Sargent, Sands comenzó sus estudios en 1894 en París en la Académie Carrière bajo la dirección de Eugène Carrière. Allí conoció a Nan Hudson, nacida Anna Hope Hudson, originaria de Estados Unidos, que sería su pareja durante toda su vida. Durante este tiempo, Sands cuidó a sus dos hermanos tras la muerte de su madre.

### Pintura
Sands pintó bodegones y escenas de interior. Tate sugiere que le inspiró Vuillard Edouard con su técnica de pincel seco, su paleta de colores y la representación de escenas íntimas. Su primera exposición fue en el Salón de Otoño de París en 1904.
En 1907, gracias a la invitación de Walter Sickert, se hizo miembro del Fitzroy Street Group donde expuso sus pinturas.También adquirió trabajos de otros artistas. También fue una de las artistas que fundó el London Group. [nb 6] Según Kate Deepwell, sus trabajos,los de Vanessa Bell y otras mujeres, fueron valorados de manera diferente a los hechos por hombres: la mejor crítica de su trabajo en aquel tiempo era que tuvieran individualidad, pero no eran considerados trabajos innovadores ni modernos como los hechos por ellos.
En París en 1911 hizo la primera muestra de sus trabajos. Hudson y Sands expusieron en Carfax Gallery en 1912. Al año siguiente tomó parte de la muestra de "Pintores Post-Impresionistas, cubistas y otros" en Brighton. Sus trabajos fueron exhibidos en la Goupil & Cie .También expuso a menudo en el Women's International Art Club y el New English Art Club.
Hudson adquirió el castillo de Auppegard cercano a Dieppe en Francia en 1920, que fue tema de varios de sus lienzos Algunas de sus pinturas de interior son A Spare Room, Château d'Auppegard ,Double Doors y Château d'Auppegard. Otros ejemplos son los paisajes Auppegard Church from Château, France y uno de su compañera, Nan Hudson Playing Patience at Auppegard. Sus trabajos están en las colecciones de la Tate, de la Government Art Collection, y el Museo Fitzwilliam.

## Matronazgo
Como Sibyl Colefax y Ottoline Morrell, Sands acogió a artistas y escritores con la intención de promocionar sus carreras.[nb 7] Afín al Círculo de Bloomsbury, fue muy conocida como "una de las mecenas más importantes de su tiempo," sus dispendios eran financieramente posibles gracias a la gran herencia de sus padres. Esta labor la hacía desde su casa de Oxford hasta 1920, pero también su casa de Londres en Lowndes Street y entre 1913 y 1937 en Chelsea, donde vivió cerca de Henry James. Artistas notables como Augustus John y Walter Sickert. Henry James, Virginia Woolf, Roger Fry y Arnold Bennett estaban entre los escritores de la "élite cultural" que le visitaban. Entre sus amigos también estaban Jacques-Émile Blanche, Edith Wharton, William Butler Yeats, Logan Pearsall Herrero y Howard Overing Sturgis.
Lytton Strachey (fundador del Círculo de Bloomsbury} estuvo en su casa y su tío, Edwin Lawrence Godkin escribió de su visita a la casa de Oxfordshire, "Hay una quincena, y luego volvemos a las "guerras santas", al patriotismo y al buncombe."

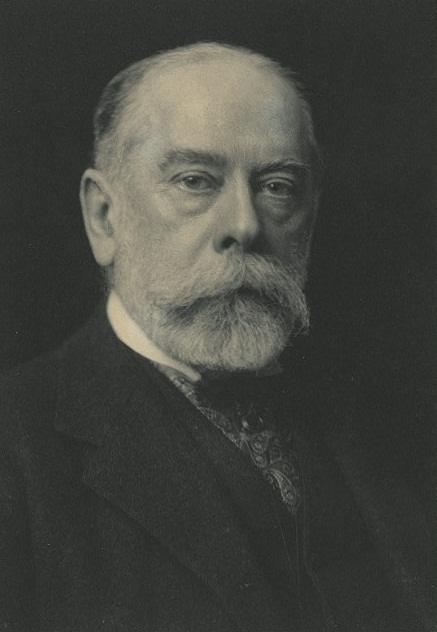
Edwin Lawrence Godkin, tío suyo, periodista y editor
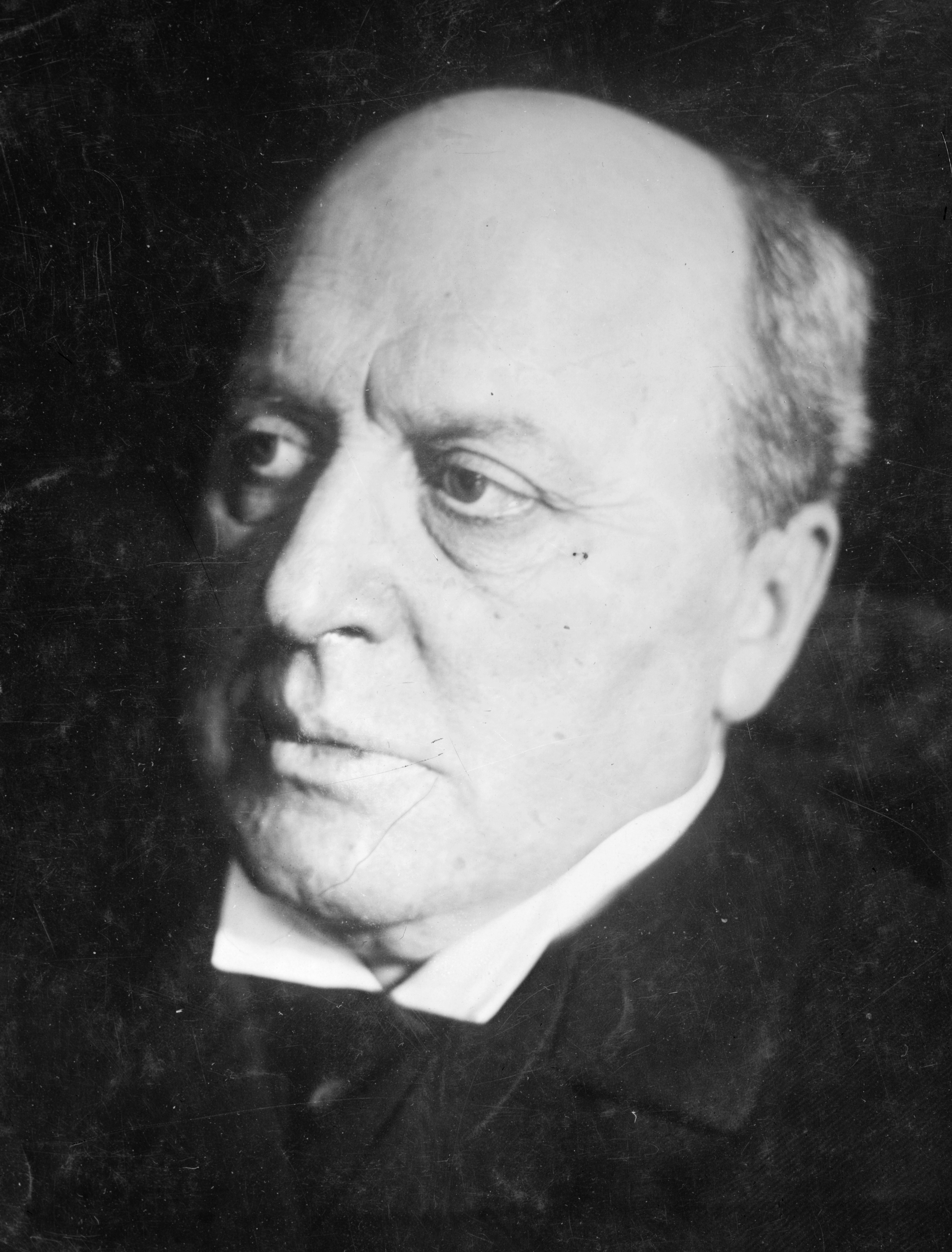
Henry James, escritor, vecino y amigo cercano de la familia
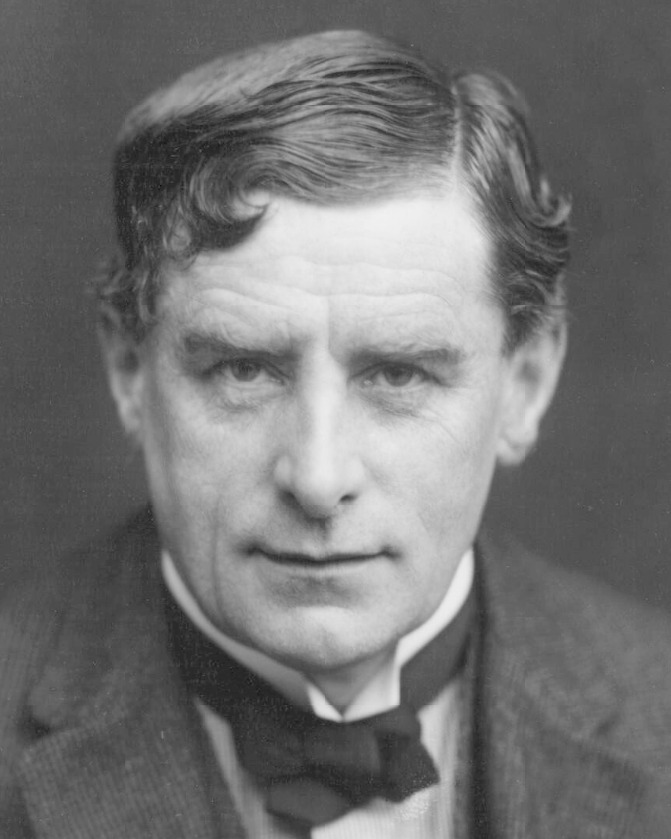
Walter Sickert, artista y mentor

Ella promocionó a artistas y coleccionó trabajos de otros artistas contemporáneos. Por ejemplo, encargó a Boris Anrep, un inmigrante ruso, que creara mosaicos y murales en su casa de Chelsea. Sands siguió recibiendo a sus amigos, incluyendo a Duncan Grant y Desmond MacCarthy, hasta su muerte en 1952.
Fue descrita como "mujer sencilla de gran encanto y percepción, y una pintora de talento considerable" en el Dictionary of Real People and Places in Fiction. Se ha sugerido que Henry James basó el personaje de Nanda en The Awkward Age en ella.

## Trabajos
Los trabajos que sobrevivieron a los saqueos y bombas de la Segunda Guerra Mundial son:
- A Dressing Room, óleo sobre tabla, 46 x 38 cm, Ashmolean Museum of Art and Archaeology. antes fue propiedad de Logan Pearsall Smith. El museo señala la similitud con pinturas de Edouard Vuillard.[27][28]
- A Spare Room, Château d'Auppegard, c. 1925, oóleo sobre tabla, 44.5 x 53.5 cm, Government Art Collection[29] Fue exhibido en el British Council, Cairo & Algiers, 1944.[30]
- Auppegard Church from the Château, France,óleo sobre lienzo, 60 x 48 cm, City of London Corporation.[31]
- Bedroom Interior, Auppegard, France, óleo sobre lienzo, 60 x 48 cm, City of London Corporation.[32]
- Double Doors, Auppegard, France, óleo sobre lienzo, 53 x 45 cm, City of London Corporation.[33]
- Figure Seated by an Open Window, óleo sobre lienzo, 60 x 48 cm, City of London Corporation.[34]
- Flowers in a Jug, 1920s, óleo sobre lienzo, Tate.[35]
- Girl Reading on a Sofa, Auppegard, France, óleo sobre lienzo, 53 x 46 cm, City of London Corporation.[36]
- Girl Sewing, Auppegard, France,óleo sobre lienzo, 49 x 60 cm, City of London Corporation.[37]
- Interior at Portland Place, London, óleo sobre lienzo, 43 x 58 cm, City of London Corporation.[38]
- Interior with Mirror and Fireplace, óleo sobre lienzo, 65 x 53 cm, City of London Corporation.[39]
- Interior with Still Life and the Statuette of the Madonna, óleo sobre lienzo, 67.3 x 58.5 cm, Amgueddfa Cymru – National Museum Wales.[40]
- (Lloyd) Logan Pearsall Smith, 1932, óleo sobre lienzo, 61.4 x 49.8 cm, National Portrait Gallery, London.[41]
- Nan Hudson Playing Patience at Auppegard, France, óleo sobre lienzo, 64 x 52 cm, City of London Corporation.[42]
- Still Life with a View over a Cemetery, óleo sobre lienzo, 45 x 37.5 cm, The Fitzwilliam Museum.[43]
- Still Life with Books and Flowers, óleo sobre lienzo, 36 x 44 cm, City of London Corporation.[44]
- Tea with Sickert, c. 1911–12, óleo sobre lienzo, 61 x 51 cm, Tate.[45]
- The Bedroom at Auppegard, France, Girl Reading, óleo sobre lienzo, 51 x 61 cm, City of London Corporation.[46]
- The Chintz Couch, c. 1911–12, óleo sobre lienzo, 46.5 x 38.5 cm, Tate.[47]
- The Open Door, Auppegard, France, óleo sobre lienzo, 54 x 45 cm, City of London Corporation.[48]